# Kreisgericht Greifenberg
Das Kreisgericht Greifenberg war ein preußisches Kreisgericht in der damaligen preußischen Provinz Pommern mit Sitz in Greifenberg.

## Geschichte
1849 wurden in Preußen einheitlich Kreisgerichte geschaffen. Hierbei wurde die Patrimonialgerichtsbarkeit abgeschafft und die Patrimonialgerichte aufgehoben. Es entstand das Königliche Kreisgericht Greifenberg. Es umfasste den Kreis Greifenberg und den Kreis Regenwalde. Zuständiges Appellationsgericht war das Appellationsgericht Stettin.
Gerichtskommissionen, also Zweigstellen des Gerichtes mit weniger als drei Richtern, wurden in Regenwalde und Treptow an der Rega eingerichtet. Eine Gerichtsdeputation, also eine Zweigstellen des Gerichtes mit vier Richtern, wurde in Labes gebildet. 
Am Gericht waren 1870 ein Direktor und elf Kreisrichter eingesetzt. Die Zahl der Gerichtseingesessenen betrug 86.597. Gerichtstage wurden in Plathe und Wangerin abgehalten. Das zuständige Schwurgericht war das Kreisgericht Naugard.
Im Rahmen der Reichsjustizgesetze wurde das Gerichtswesen in Deutschland 1879 vereinheitlicht. Damit wurde das Kreisgericht Greifenberg aufgehoben und das königlich preußische Amtsgericht Greifenberg mit Wirkung zum 1. Oktober 1879 als eines von 14 Amtsgerichten im Bezirk des Landgerichtes Stargard als Nachfolger gebildet. Auch die Gerichtskommissionen/-Deputation wurden in Amtsgerichte (Amtsgericht Labes, Amtsgericht Regenwalde und Amtsgericht Treptow an der Rega) umgewandelt.